# Vayxır (Şərur)
Vayxır è un comune dell'Azerbaigian situato nel distretto di Şərur.